# 默里·布克钦
默里·布克钦（英語：Murray Bookchin，1921年1月14日—2006年7月30日），美国公社主义者、政治哲学家、工会领导人和教育家，環保運動先驱。布克钦借助无政府主义、自由意志社會主義、社会主义和生态思想，制定并发展了社會生態學和城市规划的理论。他著有二十多本著作，涉及政治、哲学、历史、城市事务和社会生态学等主题。其中最重要的包括《我们的综合环境》（1962年）、《后稀缺无政府主义》（1971年）、《自由的生态学》（1982年）和《无城市的城市化》（1987年）。1990年代末起，他对他所看到的当代无政府主义运动中日益去政治化的“生活方式主义”感到失望，不再称自己为无政府主义者，并创立了自己的自由意志社会主义意识形态公社主义，并以此尝试调和马克思主义与无政府主义思想。
布克钦是一位杰出的反資本主義者，主张按照生态和民主的路线进行社会分权。他的思想自20世纪60年代以来一直影响着各类社会运动，包括新左翼、反核運動、反全球化运动、佔領華爾街，以及最近羅賈瓦的民主邦联主义。他是美国绿党运动和伯靈頓绿党的核心人物。